# Outjo
Outjo (Otjiherero für „kleiner Hügel“, ursprünglich in Khoekhoegowab Tsuub für „böser Ort“) ist eine Gemeinde im gleichnamigen Wahlkreis in der Region Kunene in Namibia. Die Stadt hat 15.064 Einwohner (Stand 2013) auf einer Fläche von 97,9438 km².
Outjo liegt an der Hauptstraße C39 südlich der östlichen Ausläufer der Fransfonteinberge und gliedert sich in die zwei Stadtteile Outjo und Etoshapoort.
Die Stadt gilt als Wiege des Karneval in Namibia.

## Geschichte
Seit dem 16. Jahrhundert leben in der Region Kunene die Himba, eine den Herero nahestehende Bantuvolksgruppe.
Die Stadt Outjo wurde am 4. Mai 1898 von deutschen Kolonialtruppen gegründet, nachdem der damalige Major Theodor Leutwein eine Militärbasis errichtet hatte, um den noch unbekannten Norden von Deutsch-Südwestafrika zu erforschen. Im Heimatmuseum (Franke-Haus-Museum) werden die Expeditionen von Major Victor Franke in das Ovamboland gezeigt. Das Naulila-Denkmal erinnert an die Strafexpedition zum portugiesischen Fort von Naulila in Angola, die von Victor Franke im Oktober 1914 geführt wurde. Diese wurde nach einem Massaker an einer deutschen Delegation, die einen Nichtangriffspakt schließen wollte, durchgeführt.

## Kommunalpolitik
Bei den Kommunalwahlen 2020 wurde folgendes amtliches Endergebnis ermittelt.
| Partei    | Stimmen | Stimmenanteil | Sitze |
| --------- | ------- | ------------- | ----- |
| SWAPO     | 0872    | 036,15 %      | 3 ▼   |
| LPM       | 0501    | 020,77 %      | 1 NEU |
| UDF       | 0392    | 016,25 %      | 1 ▼   |
| PDM       | 0307    | 012,73 %      | 1 ▬   |
| MAG       | 0161    | 06,67 %       | 1 ▬   |
| IPC       | 0139    | 05,76 %       | 0     |
| APP       | 040     | 01,66 %       | 0     |
| Insgesamt | 2412    | 100 %         | 7     |

## Sehenswertes

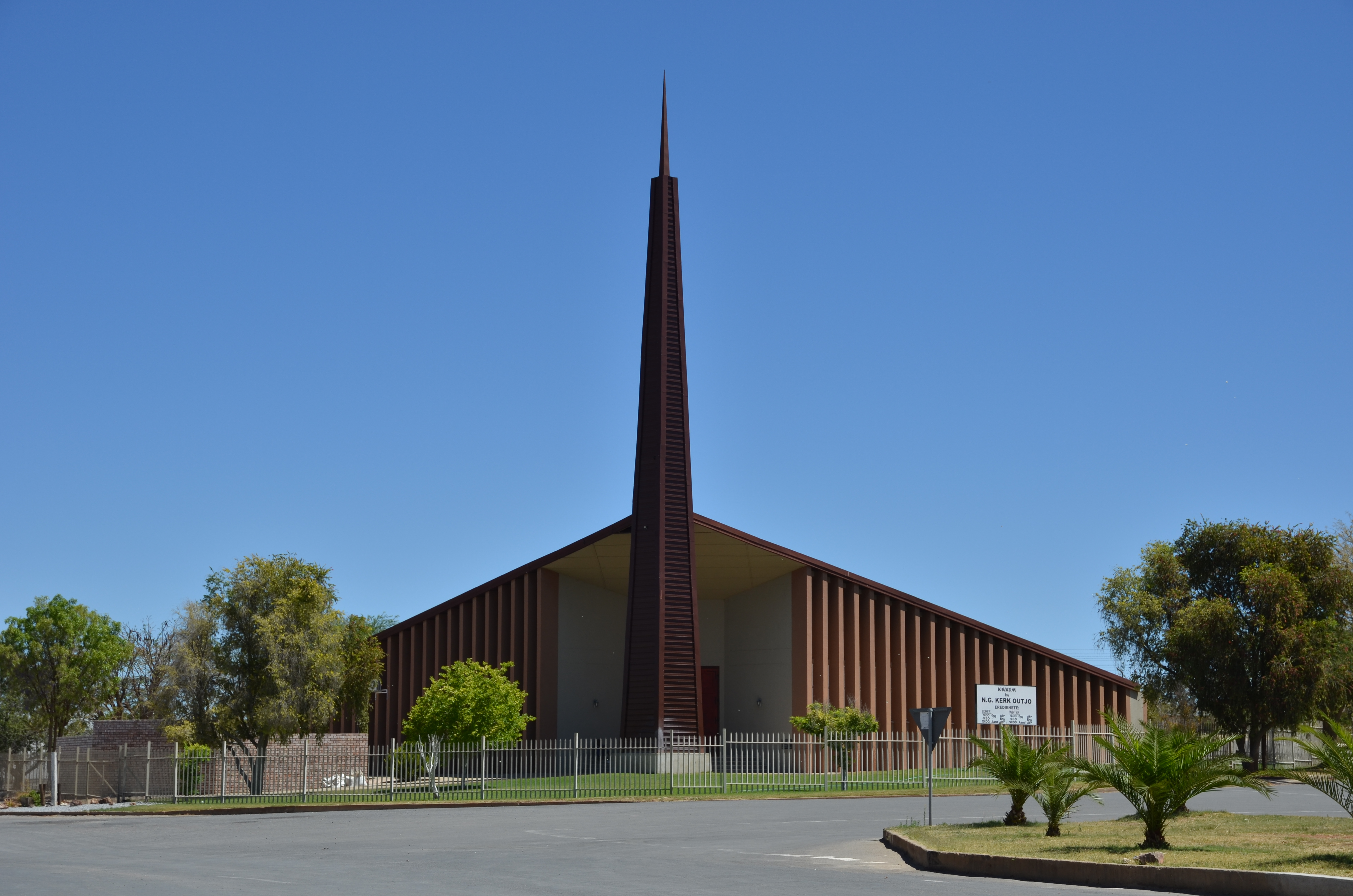
NG-Kirche in Outjo

Outjo bietet einige Sehenswürdigkeiten, ist aber vor allem ein wichtiger touristischer Durchgangs- und Versorgungsort. So wurden 2006 mehr als 22.000 Touristen pro Monat gezählt.
- Franke-Haus-Museum
- Naulila-Denkmal
- Der Wasserturm, der ursprünglich mit einem hölzernen Windrad ausgestattet, der Wassergewinnung diente.

In der Nähe der Stadt befindet sich die durch Erosion entstandene Fingerklippe.

## Einrichtungen
Outjo besaß bis in die 2000er Jahre einen TransNamib-Bahnanschluss. Es gibt weiterhin einen Flugplatz (Flugplatz Outjo), ein Krankenhaus sowie eine Klinik. Der Bau einer privaten 10-Bett-Tagesklinik (Kunene Day Hospital) ist seit Juni 2021 geplant.

### Bildungseinrichtungen
Unmittelbar in Outjo befinden sich drei Grundschulen und zwei weiterführende Schulen sowie eine kombinierte Privatschule mit insgesamt 2634 Schülern und 96 Lehrern. (Stand: Dezember 2009)
- Jack Francis Primary School
- Maarssen Primary School[6]
- Outjo Primary School
- Moria Private School[7]
- Etoshapoort Junior Secondary School
- Outjo Secondary School[8]

Im Umkreis der Stadt befinden sich unter anderem folgende Schulen:
- Otjikondo School Village & Primary School (etwa 85 Kilometer nordwestlich der Stadt)[9]
- St. Michael Roman-Catholic Primary School (etwa 70 Kilometer nordwestlich der Stadt)[10]

## Städtepartnerschaften
| Karibib Okakarara | Maarssen |

## Söhne und Töchter der Stadt
- Natalia ǀGoagosesKlicklaut (* 1996), namibische Politikerin
- Japie van Zyl (1957–2020), Ingenieur bei der NASA